# Christian Eigner
Christian Eigner (ur. 3 marca 1971 w Wiedniu) – austriacki perkusista, pracował nad ponad 300 albumami. Najczęściej współpracował z muzykami austriackimi (np. Peter Cornelius, Georg Dancer, Al Slavik, czy Dr. Kurt Ostbahn).

## Życiorys
Współpracuje z Depeche Mode od 1997 roku, udzielając się podczas tras koncertowych oraz przy pracy nad albumami (jest współautorem trzech piosenek na albumie Playing the Angel). Podobnie jak inny występujący z tą grupą muzyk - Peter Gordeno - Eigner nie jest oficjalnym członkiem Depeche Mode.
W 2005 roku nagrał solowy album Recovery. Napisał ścieżkę dźwiękową do austriackiego filmu Die Viertelliterklasse (2005).
Od 1997 roku występuje też razem z innymi austriackimi muzykami – Alem Slavikiem oraz Karlem Ritterem jako Sel Gapu Mex. Nagrali jeden album. W grudniu 2006 roku wyruszyli na trasę koncertową do Austrii, Węgier i Słowenii, razem z Andrew Philpottem, z którym Eigner współpracował już przy Playing the Angel.
Eigner, Philpott i Gahan napisali i wyprodukowali drugi solowy album wokalisty Depeche Mode Hourglass (2007).